# Automeris huascari
Automeris huascari é uma espécie de mariposa do gênero Automeris, da família Saturniidae.
Sua ocorrência foi registrada no Equador. Foi encontrada em Morona-Santiago, estrada Macas-Guamole, km 68, no Parque Nacional Sangay, a 2.940 m de altitude.